# Elvis (especial de televisión)
Singer Presents...Elvis  (comúnmente llamado '68 Comeback Special) fue un especial televisivo protagonizando por el músico y actor Elvis Presley, emitido por la NBC el 3 de diciembre de 1968.
Inicialmente planeado como un especial de Navidad por el coronel Tom Parker, mánager de Elvis, al final fue transformado por el productor Bob Finkel, con ayuda del productor Steve Binder siendo la empresa fabricante de máquinas de coser Singer la patrocinadora del programa.
Marcó el regreso de las actuaciones en vivo de Presley, quien había abandonado las giras siete años atrás, cuando se dedicó tiempo completo a su carrera en el cine filmando aproximadamente tres películas al año.  La última presentación de Elvis en vivo hasta ese entonces, había sido en marzo de 1961 en el  de Pearl Harbour, Hawái 
Presley era infeliz con el material grabado para sus películas y la moda musical dictada desde Gran Bretaña El evento constituyo un regreso de Presley a sus raíces musicales, el rock and roll, el góspel y el rhythm and blues. Sin hacer eco de las nuevas modas, vestido con un traje de cuero negro de dos piezas y peinado con su clásico tupé, Elvis demostraría que su vieja propuesta seguía siendo válida en 1968.
El especial fue un éxito rotundo, con un ratting de audiencia de un 42% que lo consagró como  el show más visto del año en la cadena NBC y se lo considera como uno de los especiales de televisión más importantes de la historia. Como parte de un paquete contractual, el programa estuvo acompañado del exitoso álbum Elvis. 
Por otra parte. el evento tuvo un gran impacto a nivel social y cultural que a su vez catapultó a Elvis nuevamente hacia la cima del éxito,  Uno de los segmentos del show, que consistían en una improvisada jam session acústica sentado junto a un pequeño grupo de músicos y amigos, constituyó el primer unplugged de la historia y forjaría las bases de lo que más tarde sería el formato clásico de los MTV unplugged. El número final con If I Can Dream, una canción en homenaje a Martin Luther King y Robert F. Kennedy, se alzó como un mensaje de paz y hermandad en una nación dividida por los conflictos raciales y políticos.  ParaEl suceso embarcó a Elvis en una exitosa segunda etapa, que lo llevó meses después a ser la atracción principal de Las Vegas.

## Contexto

### Antecedentes
Luego de ser el artista más exitoso de los años 50, Elvis se embarcó en una nueva etapa en su carrera. Como ciudadano estadounidense que era, y queriendo dar un buen ejemplo a la juventud, Elvis se alistó en el ejército de los Estados Unidos, en 1958, cuando estaba en la cúspide de su carrera. Su estancia duró hasta marzo de 1960.
Cuando regresó, disfrutó del éxito de sus sencillos y sus álbumes Elvis Is Back! y la banda sonora de su película GI. Blues, que lo llevó a encabezar los listados durante 1960.
El 25 de marzo de 1961, Elvis viajó a Hawái para hacer un concierto benéfico en la construcción del USS Arizona Memorial, siendo ese su último concierto hasta 1968. Elvis jamás abandonó la música y siguió cosechando éxitos con las bandas sonoras de las películas que realizaba y en especial con sus interpretaciones de música góspel que lo hicieron acreedor de sus premios Grammy, el primero del cual fue en 1967 con  “How Great Thou Art”. En la década de los 60s ni siquiera el impacto del nuevo rock británico pudo con él y tampoco con la moral de los directivos de la RCA.

### Trato con la NBC
El mánager de Elvis, el coronel Parker se acercó en octubre de 1967 al vicepresidente de la NBC Tom Sarnoff y negoció con él un especial televisivo para la Navidad. 
El acuerdo costó $ 1,250,000 de dólares, que incluían la financiación de una película para Elvis, por $ 850,000 dólares, su respectiva banda sonora, por $ 25,000 dólares, $ 250,000 dólares para un especial de televisión y $ 125,000 dólares para gastos relacionados con una repetición.
El especial de televisión debía ser transmitido en la función Singer Presents... patrocinada por la empresa de manufactura Singer Corporation.
Elvis no estuvo enterado del trato sino meses después. La idea original del Coronel Parker era que Elvis cantara canciones navideñas en el especial. Al enterarse de los planes de su mánager, el artista no estuvo de acuerdo con el proyecto

### Negociaciones y cambios
En mayo de 1968 y para comenzar a trabajar en el especial, la NBC y Finkel contrataron al director Steve Binder, quien al principio no quería aceptar el puesto por un incidente  involuntario que había tenido en 1967 con Petula Clark y Harry Belafonte; y al productor e ingeniero Bones Howe, que ya había trabajado con Elvis años atrás.
Howe y Binder se reunieron con Elvis y su mánager y lograron convencerlos de cambiar los planes iniciales, cosa que a Elvis le encantó y lo motivó a aceptar de buen agrado el proyecto. Lograron cambiar el enfoque navideño por un show de tres setsː Uno de actuaciones en vivo, uno acústico y uno con coreografías.
Hasta la fecha, los programas de televisión dedicados a un músico se formaban en torno a unas pocas actuaciones, alguna entrevista, quizá un sketch cómico y la aparición de músicos invitados. Nunca se había planteado la idea de hacer un programa (y largo, de más de una hora de duración) sobre un solo personaje. Además, de forma narrativa, utilizando las canciones para ilustrar la vida y los diversos pasos de su carrera. Binder consideró que Elvis merecía ese trato y mucho más.

## Desarrollo

### Grabación
Las sesiones se llevaron a cabo en junio de 1968, en el estudio de Western Recorder de Burbank, California y en el estudio de la NBC. Tom Parker tenía la idea de que Elvis realizara un especial navideño pero Binder prefería que esa clase de especiales estuvieran a cargo de artistas como Andy Williams o Perry Como. De todas maneras Parker pretendía ejercer su influencia sobre Elvis y al menos consideró que aunque sea el especial tuviese un tema navideño, motivo por el que Elvis finalmente se decidió a incorporar la canción Blue Christmas dentro de lo que sería luego un segmento acústico.
Se realizaron dos espectáculos llamados luego Sit-Down Shows, que se celebraron de manera consecutiva el 27 de junio de 1968 en la tarde. 
Binder y Howe al final decidieron seleccionar los temas del primer espectáculo al que consideraron el mejor y agregaron el tema Lawdy Miss Clawdy del segundo show. Todo parecía estar preparado poco antes del concierto.
De acuerdo con el libro Elvisː El regreso, Binder fue a ver a Elvis a su camerino, y lo notó asustado y sin ganas de actuar ː

Steve, no puedo hacerlo... tengo la mente totalmente en blanco y no recuerdo nada de lo que canté o dije en los ensayos. Además, quieres que salga e improvise. Simplemente, no puedo.
Elvis Presley

La situación se tornó tensa porque Binder tenía claro que si no se hacía el espectáculo, la carrera de Elvis terminaría esa noche. La apatía del artista solo incrementó el temor. Finalmente, luego de lidiar unos minutos con él, Binder logró que Elvis saliera al escenario.
Acorde con Pricilla, Elvis había trabajado en la producción de ese programa durante dos meses, con mayor intensidad de lo que lo había hecho durante toda su carrera cinematográfica, Fueron en total cuatro horas de grabación las cuales se editaron para quedar reducidas a un programa de una hora. El material restante se editaría luego por separado como parte de otros videos..

## Guitar man
La canción llamada "Guitar man" (El hombre de la guitarra)  con la que Elvis dio comienzo al show en su medley conjuntamente con el tema Trouble de la banda de sonido de King Creole,es en cierta medida un guiño a su propia vida y a su carrera. La letra habla acerca de un joven músico que deja su casa materna y se va deambulando por los caminos de Memphis haciendo autostop y buscando durante semanas algún lugar donde tocar. Los segmentos actuados dentro del show, al son de Guitar Man muestran a un Elvis deambulando por una larga carretera delineada por neones y su incursión en burdeles buscando trabajo como cantante, una metáfora sobre su propia carrera como músico y su paso por Hollywood, aunque existieron partes de ese material que no se emitieron finalmente debido a la censura

## If I can dream

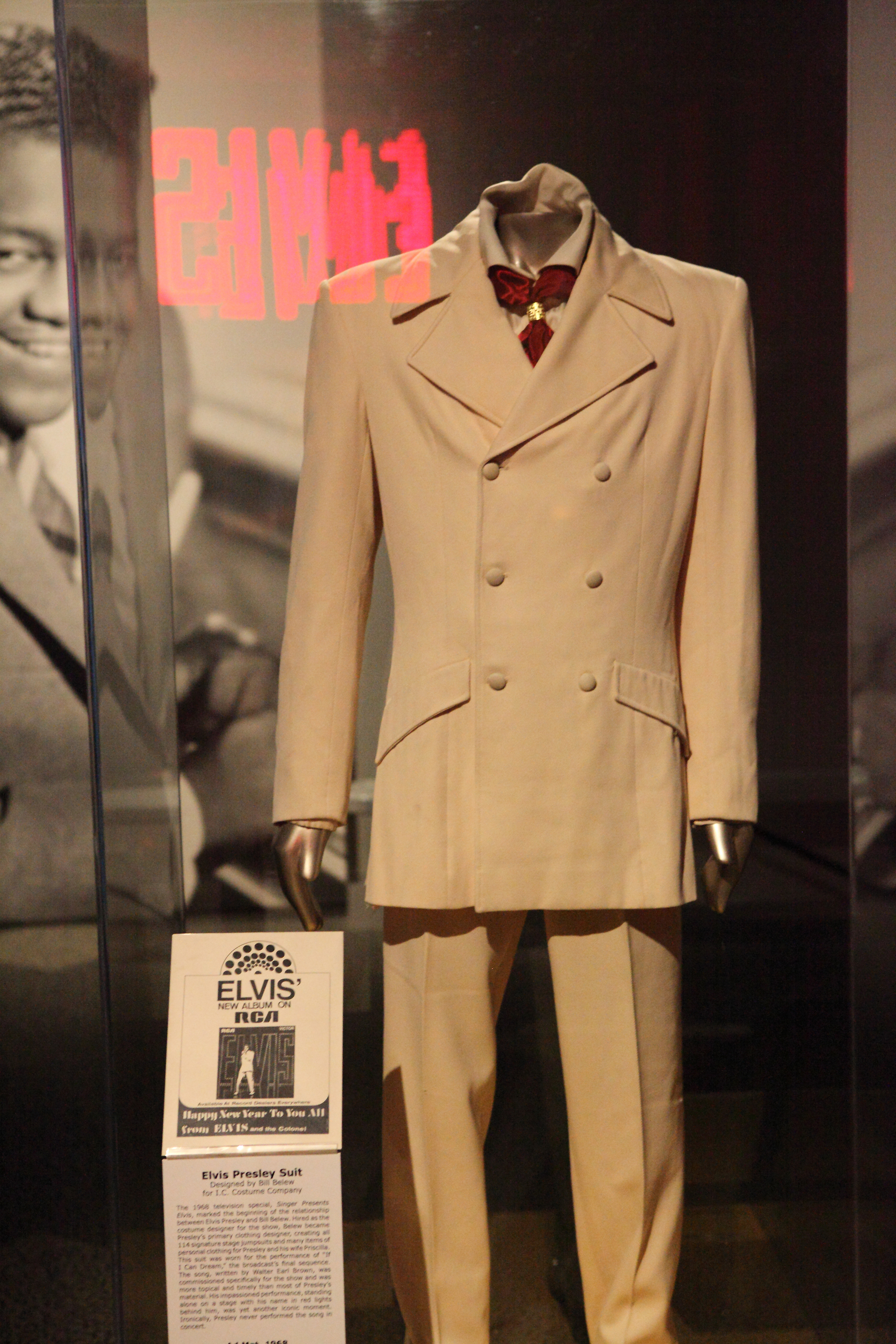
Traje utilizado por Elvis durante la interpretación de If I can dream

El especial televisivo debía terminar con una canción que Binder había encargado a Walter E. Brown, en la que se reflejaran las inquietudes de Elvis por los asesinatos de Martin Luther King y Robert Kennedy. En especial el del primero, que había afectado mucho a Elvis y al que el cantante admiraba pero el coronel impidió que este se manifestara públicamente al respecto. «If I Can Dream» es una balada de hermanamiento, pero, sobre todo, es el grito de un artista queriendo renacer por encima de su propia leyenda.

### Promoción
Antes de salir al aire, el programa se publicitó ampliamente en medios impresos como The New York Times y Vanity Fair.

### Censura
Existió un segmento fílmico coreografiado, que fue censurado por la marca auspiciante Singer en ese momento. Se trata del número del burdel. Elvis, en su caracterización como el debutante «Guitar Man», se adentraba en un escenario en rosa y rojo, más parecido al salón de un bar del oeste, habitado por señoritas que fuman y bailan. Este fragmento fue incluido en ediciones posteriores en video Una de las damas del burdel estaba interpretado por la artista Susan Henning, quien interpreta «Let Yourself Go», un tema de una de sus películas, pero aquí con la versión del grupo de músicos escogido del Wrecking Crew, que participaron en la música del programa, aunque no se ven en escena; una reunión absolutamente memorable, con los guitarristas Al Casey, Mike Tedesco y Mike Deasey, el baterista Hal Blaine y Charles Berghofer al bajo, entre otros nombres destacables conjuntamente con una orquesta de cuerda y metal.
Elvis también juega con las palabras durante su interpretación de "One night with you"  en la que cambia el pronombre por la palabra "sin" que resultó en "One night of sin" (Una noche de pecado) toma que tampoco fue incluida en la edición final y recién aparecería en versiones para video.

## Emisión
El programa fue emitido el martes 3 de diciembre de 1968, a las 9 de la noche por la cadena NBC.
La repetición se dio el domingo 17 de agosto de 1969, en horas de la noche. En ese show se reemplazó White Christmas, por Tiger Man, ya que faltaban 4 meses para la Navidad.

## Canciones

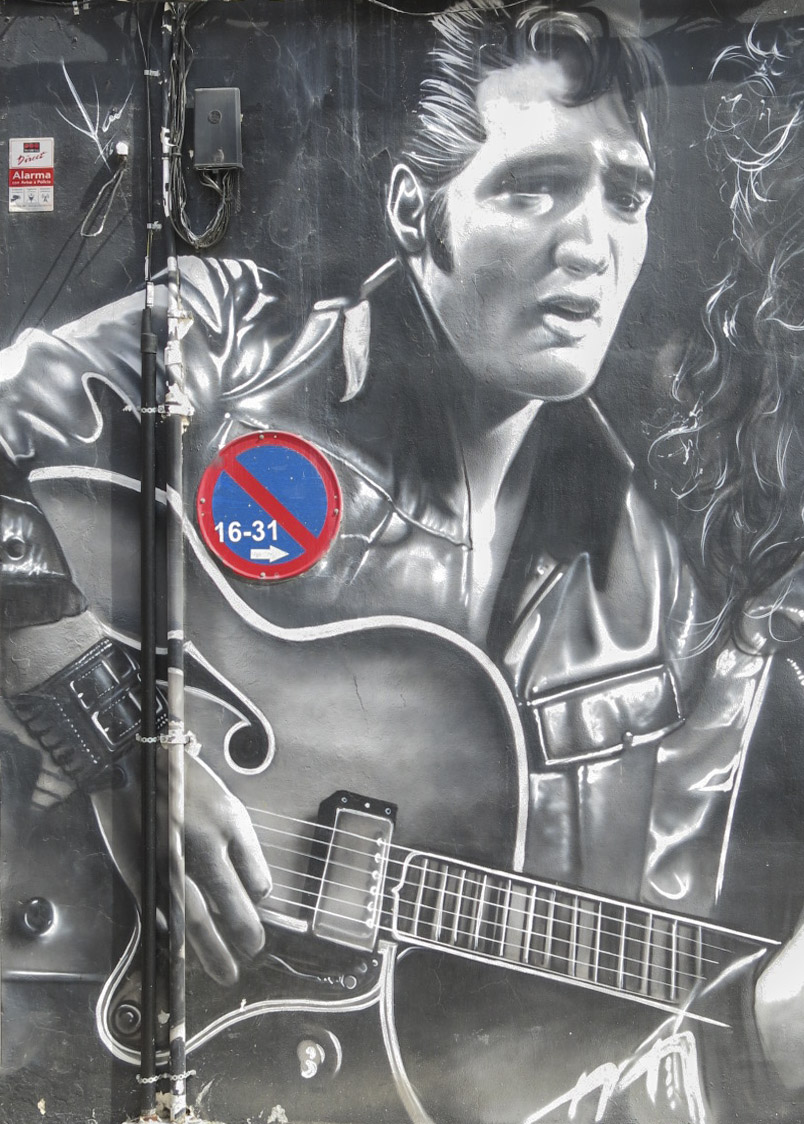
Grafitti de Elvis Presley durante el show de 1968

- Trouble/Guitar man (Aflicción/El hombre de la guitarra
- Lawdy Miss Clawdy (Señorita Claudia)
- Baby what you want me to do (Nena que quieres que haga)
- Hearbreak Hotel/Hound dog/All shook up (Hotel de los corazones destrozados/Perra de caza/Agitado)
- Can't help falling in love (No puedo evitar enamorarme)
- Jailhouse rock (El rock de la cárcel)
- Love me tender (Ámame tiernamente)
- Elvis entona un fragmento de Are you lonesome tonight  (¿Estás sola esta noche?) y luego brinda una charla  sobre los cambios musicales de los últimos años.
- Where could I go but to the Lord/Up above my head/Saved (¿Dónde podría ir sino hacia el Señor?/Arriba sobre mi cabeza/Salvado)
- Baby what you want me to do  (Nena que quieres que haga)
- Blue Christmas (Triste Navidad)
- One night (Una noche)
- Memories (Recuerdos)
- Nothingvile/Guitar man/Let yourself go/Guitar man (Villa de nadie/El hombre de la guitarra/ Déjate ir)
- Big boss man (Gran jefe)
- Guitar man/Little Egypt (El hombre de la guitarra/Pequeño Egipto)
- Trouble/Guitar man (Aflicción/El hombre de la guitarra)
- If I can dream (Si puedo soñar)[30]

## Atuendo

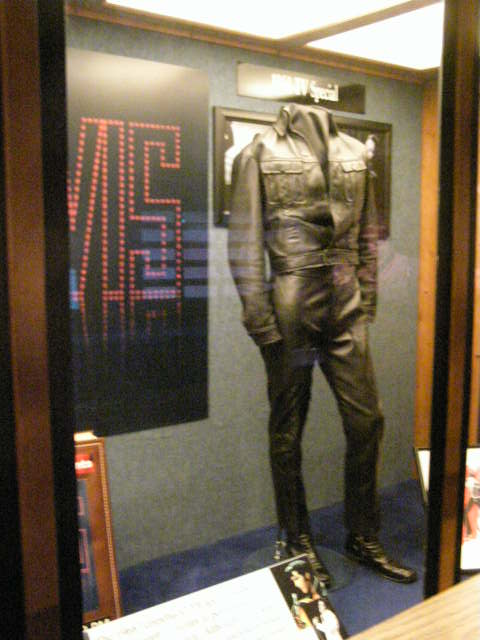
Traje de cuero negro usado por Elvis durante algunos segmentos del show televisivo

Elvis lució diferentes atuendos a lo largo del show dependiendo del segmento que se tratase, siendo su vestimenta más memorable un traje de cuero negro en dos piezas con cuello napoleónico (algo que a Elvis le gustaba porque decía que le ayudaba a disimular su cuello demasiado largo) diseñado por el artista Bill Belew a quien Elvis había conocido dentro de los estudios de la NBC en los ensayos. A diferencia de los pantalones de cuero ajustados que utilizaba Jim Morrison, el de Elvis era algo más suelto y similar al de los cowboys.
El equipo de producción de Steve Binder al igual que el mismo Presley pensaron que una vuelta a sus raíces como rocker era lo que le daría empuje al programa y a la vez lo que el público había estado esperando en todos esos años. Presley ya había usado chaquetas de cuero en los años 50s especialmente para andar en moto  y asimismo durante algunas de sus películas como King Creole y Roustabout y aunque no en sus presentaciones en vivo previas.Elvis luciría ese traje de dos piezas tanto durante su show de sentado, posteriormente lanzado al mercado con el título de Elvis: One night with you como también en su interpretación de parado, solo en el medio del escenario rodeado de gente donde interpretó varios de sus temas clásicos junto a su recurrente Baby what you want me to do.
A partir de lo acertado del diseño de Belew para con ese traje, Elvis lo contrataría para el diseño de sus posteriores jumpsuits hasta su último concierto en 1977.
Para el cierre del show donde  Elvis cantó el glorioso tema If I can dream dedicado a Martin Luther King, él lució un traje de dos piezas en color blanco, completado con zapatos del mismo color y pañuelo rojo al cuello diseñado asimismo por Belew.  Este último atuendo y el de cuero negro están en exhibición actualmente en Graceland.

## Recepción
Lo que el público había estado esperando desde su regreso del servicio militar en Alemania, era un Elvis arrogante, vestido de cuero y cantando sus más furiosos rock and rolls y nuevas y poderosas canciones como Guitar Man. El impacto del show televisivo fue tremendo, la audiencia enloquece y Elvis decide a partir de allí volver a hacer recitales en vivo.
En su libro "Elvis y yo" Priscilla comentaría "Nos sentamos alrededor del televisor. Elvis permaneció tenso durante todo el programa. Ese era un momento crucial en su carrera. Cuando comenzaron las llamadas sabíamos que había conseguido otro éxito. No había perdido su toque de magia, seguía siendo el rey del rock and roll. El especial televisivo se convirtió en el programa más visto del año".
El crítico John Landau señaló  “Hay una especie de magia cuando miras a un hombre que se ha perdido a sí mismo y encuentra su camino de vuelta a casa. Cantó con el tipo de poder que la gente ya no espera de los cantantes de rock’n’roll. Movió su cuerpo con una falta de pretensión y esfuerzo que debió haber hecho que Jim Morrison se pusiera verde de envidia”
E. J. Rodriguez de la revista cultural española Jot Down analizó "El actorcillo de las películas malas se había esfumado. Allí, en la pantalla, ante un fondo negro, estaba el Elvis Presley de siempre. No iba vestido de hippie ni intentaba parecer “en la onda”, sino que aparecía con su clásico tupé teñido de negro, como queriendo demostrar que su vieja propuesta seguía siendo válida en 1968. Él había sido el primer “bad boy” de los escenarios, el primer icono del rock & roll y su actitud era la de decir: si me lo propongo, puedo continuar siendo el más grande". 
The Philadelphia Inquirer conceptualizó "Lo que separa a las estrellas reales de las sucedáneas es la calidad de la emoción, y este Presley la generó generosamente ya sea cantando, balanceándose, charlando con sus acompañantes y con una audiencia extasiada o caminando inquieto como un animal enjaulado".
El Chicago Tribune que había sido crítico para con las películas previas de Elvis escribió que "Es bueno tener al antiguo Elvis de regreso" y caracterizó la interpretación como "convincente, dinámica e increíblemente sensual" 
The Associated press elogió tanto el decorado como la interpretación de Presley a la que se refirió con "se siente algo así como en los viejos tiempos"
Robert Sheldon, crítico del New York Times comentó "Una parte del programa es increíblemente teatral, pero otras partes fueron vislumbres creíblemente efectivos y naturales de uno de los fenómenos de la cultura pop del siglo en el lugar donde él trabaja mejor: en la música. ... Lo que este especial señala es que este carismático intérprete estaba en su mejor momento hace 10 años, pero no ha perdido el control de la mejor música que tenía para ofrecer en ese momento. Lo más probable es que la generación del rock actual pida que el verdadero y primitivo Presley se ponga de pie".
Dave Marsh consideró el especial como una «grandeza emocional y una resonancia histórica».

## Legado
El éxito cosechado por Elvis luego de la emisión del programa fue tal que el programa se empezó a llamar Comeback Special o Especial de Regreso, nombre que se le da al programa hasta el día de hoy.
Los excelentes números de audiencia le dieron a Elvis la energía necesaria para reiniciar su carrera y volver a los escenarios.
La secuencia acústica del show donde Elvis interpreta un puñado de canciones junto a alguno de los miembros de su primera banda como Scotty Moore y D.J. Fontana es considerada como el primer unplugged de la historia y un antecedente del formato que sería popularizado años más tarde por la cadena MTV.  El show acústico completo fue editado posteriormente en video bajo el nombre de "One night with you".
La guitarra Fender Hagstrom Viking II  utilizada por Elvis durante la apertura en los temas "Trouble / Guitar man" y durante los shows de parado, fue vendida décadas más tarde en 2021en una subasta por US$ 625.000.

## Referencias culturales

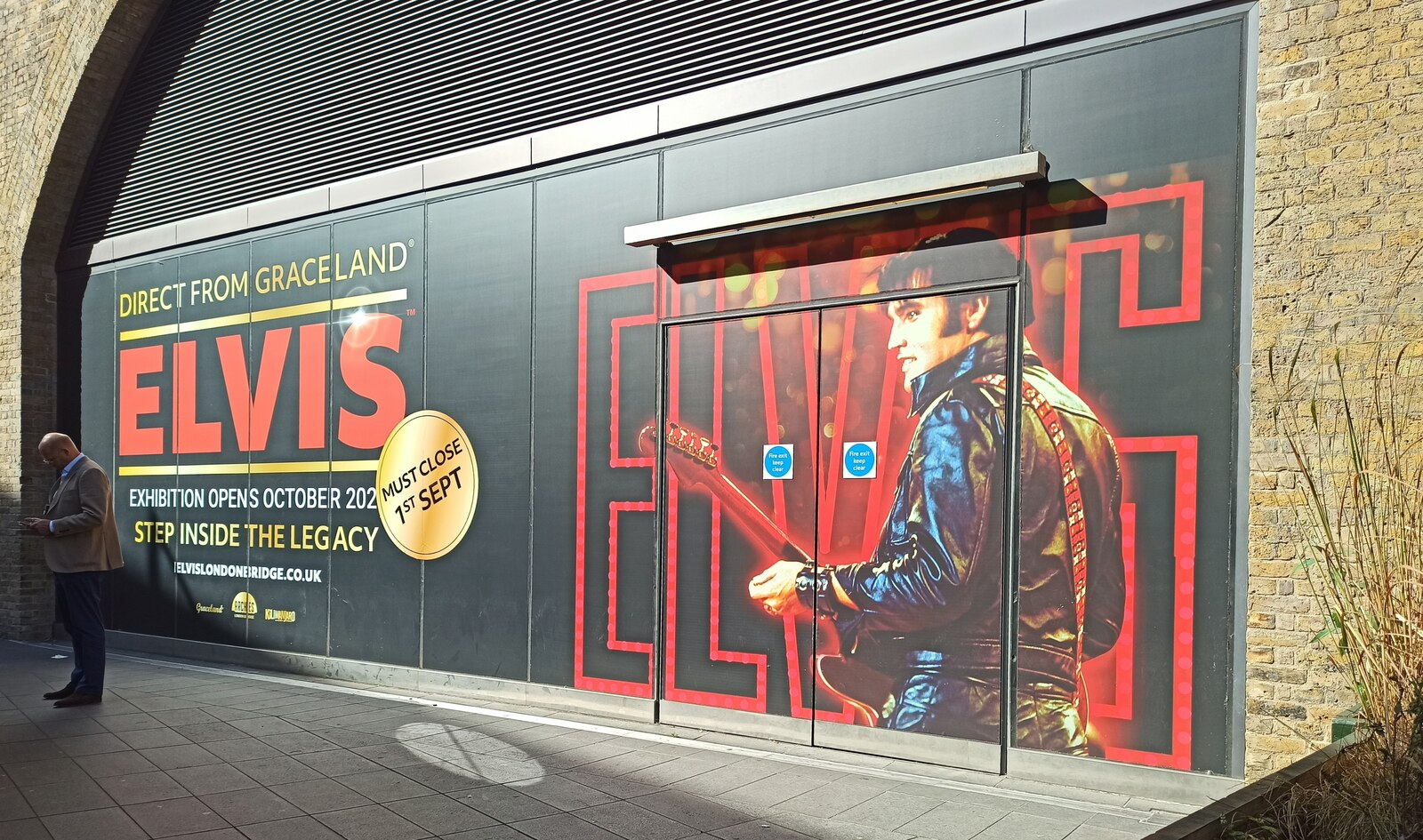
Exhibición en Londres con la imagen del show televisivo de 1968